# Pagan Min
Pagan Min (né le 21 juin 1811 à Amarapura, mort à Ava le 14 mars 1880), fut le neuvième roi de la dynastie Konbaung (1846-53). Né Maung Biddhu Khyit, il reçut le titre de "Prince de Pagan" de son père Tharrawaddy Min en août 1842. Il devint roi à la mort de Tharrawaddy le 17 novembre 1846, avec le titre de "Sa Majesté Pyinsama Thangayana-tin Sri Pawara Vijaya Nanda Jatha Maha Dharma Rajadhiraja Pagan Min Taya-gyi". Il se maria 18 fois.
Pagan Min remporta la lutte de succession au trône paternel en faisant tuer ses frères rivaux. Ses principaux ministres, Maung Baing Zat et Maung Bhein, s'enrichirent eux-mêmes en tuant de riches sujets.
La deuxième guerre anglo-birmane éclata durant son règne. En 1851 le gouverneur de Pégou, Maung Ok, avait accusé les capitaines de deux navires marchands britanniques de meurtre, corruption et contrebande. Il les obligea à payer plusieurs centaines de roupies avant de leur permettre de repartir à Calcutta. Ayant reçu leurs plaintes, le Gouverneur général des Indes Lord Dalhousie envoya un émissaire  au roi pour demander réparation et le renvoi de Maung Ok. Pagan accepta de remplacer Maung Ok, mais le 6 janvier 1852, quand le nouveau gouverneur refusa de recevoir une délégation britannique, tous les britanniques furent évacués et le Royaume-Uni mit en place un blocus maritime. Dans les jours qui suivirent, les navires britanniques bombardèrent Rangoun. Le 7 février, Pagan écrivit à Dalhousie pour protester contre cette agression. Le 13, Dalhousie lui répondit par un ultimatum, demandant l'équivalent de 100 000 £ à titre de compensation pour les dépenses de guerre britannique, à payer avant le 1er avril. Pagan choisit d'ignorer l'ultimatum, et quelques jours après son expiration, les troupes britanniques envahirent le territoire birman. L'Angleterre annexa la province de Pégou en décembre.
Un demi-frère de Pagan Min, Mindon Min, s'était opposé à cette guerre : il s'enfuit avec son frère Ka Naung à Shwebo, où il se révolta. Après quelques semaines de combat, le premier ministre Magwe Mingyi se rallia à Mindon et Pagan Min abdiqua en faveur de celui-ci le 18 février 1853. Mindon laissa la vie sauve à Pagan et relâcha tous les prisonniers européens. Il négocia avec les britanniques mais refusa de signer un traité entérinant la perte de territoire birman.